# Turó de la Gronya
El Turó de la Gronya és una muntanya de 520 metres que es troba al municipi d'Olesa de Montserrat, a la comarca del Baix Llobregat.